# Projet de réforme de la procédure pénale d'Henri Donnedieu de Vabres
 (novembre 2022).
Pour un article plus général, voir Instruction en procédure pénale française.
En France, le projet de réforme de la procédure pénale d'Henri Donnedieu de Vabres de 1949 entendait confier à un juge de l’instruction (et non juge d'instruction) les fonctions juridictionnelles de l’instruction. Ce projet n'a jamais été mis en application.

## L’objectif du projet de Donnedieu de Vabres
Le juge de l’instruction, dont le statut est mal défini par le projet, exercerait une mission de contrôle de l’instruction par le parquet, afin de garantir le respect des libertés. Il doit donc régler les incidents divers que soulèvent les actes d’instruction. Il doit également statuer sur les demandes de mise en liberté provisoire faites par les détenus et décider de la suite à donner à l’affaire une fois les investigations terminées. Ces ordonnances sont susceptibles d’appel devant la chambre de l'accusation. Les intérêts légitimes des parties à l’instruction sont garantis par le contrôle de ce juge supérieur. Des critiques ont été faites[réf. nécessaire] contre ce juge de l’instruction. Indépendant du parquet, il doit être un magistrat de rang supérieur, qui siègerait au-dessus du procureur de la République. Le procureur étant du même rang que le président du tribunal, le juge de l’instruction est le magistrat du grade le plus élevé, et se situe à un rang supérieur au président du tribunal, qui de ce fait n’a pas la suprématie dans la juridiction qu’il préside.

## Le rejet de la réforme
Une telle réforme risquait de creuser davantage le fossé entre magistrats du siège et du parquet. En outre, certains disent[réf. nécessaire] que le contrôle du juge de l’instruction, s’effectuant a posteriori, est inefficace. En effet, le juge de l’instruction ignore le contexte de la décision du procureur de la République. Même si ce contrôle se révélait efficace, il subordonnerait le parquet au juge de l’instruction, magistrat du siège. Enfin, une réforme de cette envergure est très coûteuse puisqu’elle nécessite une augmentation significative du nombre de magistrats du parquet (pour mener les investigations). Le juge de l’instruction, d’un rang plus élevé que le juge d’instruction, est également plus onéreux pour la justice. Une telle réforme se révèle, sur le plan financier, difficile à mettre en œuvre.
Le projet Donnedieu de Vabres, loin de faire l’unanimité au sein du monde judiciaire, a donc été abandonné.